# Shelley Malil
Shelley Mathew Malil (nacido en Kerala, India, el 23 de diciembre de 1964) es un actor estadounidense. Malil emigró a los Estados Unidos en 1974 y ha aparecido en un número de programas de televisión y películas, incluyendo The 40-Year-Old Virgin. El 16 de diciembre de 2010, en la Corte Superior del Condado de San Diego, fue sentenciado a cadena perpetua con un encarcelamiento en prisión de California (con la posibilidad de libertad condicional) después de ser condenado de intento premeditado y asalto con arma mortal a su exnovia Kendra Beebe.

## Carrera de actuación
Shelley comenzó a perseguir su sueño de entretener personas en el escenario de su escuela, a menudo ganado premios en competiciones de distrito en Texas, donde su familia emigró en 1974. De niño, tuvo sueños de convertirse en un actor de comedia como Bob Hope, al que vio por primera vez en el set de un vecino, el único en su pueblo de pescadores en Kerala.
Shelley fue a Hollywood por primera vez en 1995, después de un período de dos años en American Academy of Dramatic Arts en Nueva York. Tuvo papeles en The 40-Year-Old Virgin, Holes (2003), Collateral Damage, Getting There (2002), Boys From Madrid (2000), Mi marciano favorito (1999), Columbus Day, y Just Can't Get Enough: the Chippendales Story. Shelley también apareció en los programas de televisión como Scrubs, Reba, NYPD Blue, The West Wing e ER.
Fue elegido como uno del "Top 10 de Actuaciones pasadas por Alto del 2005" por Associated Press por su actuación en The 40-Year-Old Virgin. Él es el destinatario de Clio Award (por sus comerciales de cerveza Budweiser) y un Premio Ovación de Los Ángeles como Mejor Actor por su interpretación como Bottom en A Midsummer Night's Dream, y fue nominado por el premio Ovación de Los Ángeles por su actuación en subUrbia.

## Intento de asesinato y condena
El 11 de agosto de 2008, Malil fue arrestado por intento de asesinato después que apuñaló a su exnovia, Kendra Beebe, 23 veces la noche anterior en San Marcos (California). Beebe, una madre de dos hijos, vive en San Diego, California. Malil, que vive en Sherman Oaks, un suburbio de Los Ángeles, fue arrestado en una estación Amtrak mientras se bajaba de un tren en Oceanside, California, y fue acusado de intento de asesinato, mutilación y robo. Fue mantenido con una fianza de $2 millones de dólares, la que se incrementó a 10$ millones cuando se suponía un riesgo de fuga. La fianza fue luego reducida a $3 millones. Malil fue acusado de intento de asesinato, incluyendo premeditación, causando gran daño corporal, robo de casa, y utilizando un arma mortal. El 13 de agosto de 2008, Malil se declaró inocente en los cargos de intento de asesinato. Fue condenado el 16 de septiembre de 2010 de intento de asesinato y asalto con un arma mortal, pero no fue encontrado culpable de robo. El 16 de diciembre de 2010, fue sentenciado a cadena perpetua con posibilidad de libertad condicional después de catorce años.